# Oscoda (Michigan)
Oscoda – jednostka osadnicza w Stanach Zjednoczonych, w stanie Michigan, w hrabstwie Iosco.